# 다이마진
다이마진(大魔神, Daimajin)은 일본에서 제작된 야스다 키미요시 감독의 1966년 판타지 영화이다. 타카다 미와 등이 주연으로 출연하였고 나가타 마사이치 등이 제작에 참여하였다.

## 출연

### 주연
- 타카다 미와
- 아오야마 요시히코

### 조연
- 후지마키 준
- 고미 유타로
- 엔도 타츠오
- 하시모토 리키
- 니노미야 히데키